# Aufbereitungs- und Verwertungsanlage für Trümmerschutt
Die Aufbereitungs- und Verwertungsanlage für Trümmerschutt war eine von 1949 bis 1964 betriebene Industrieanlage in Frankfurt-Bornheim. Sie fand wegen ihrer einzigartigen Konzeption und ihrer enormen Leistungsbilanz seinerzeit weltweite Beachtung, zog Fachbesucher aus aller Welt an und konnte ihre Arbeit mit einer beispiellosen Bilanz abschließen. Aus heutiger Sicht war die Anlage ein Recycling-Betrieb industriellen Maßstabs.

## Geschichte
Die Aufbereitungs- und Verwertungsanlage für Trümmerschutt ging aus ab 1946 zunächst provisorisch errichteten Anlagen zur Sortierung der Trümmer, zu deren Aufbereitung und zu deren Verwertung hervor. Sie entstand auf dem Gelände, das von den Straßen Ratsweg, Am Riederbruch und Riederspießstraße begrenzt wird. Unterhalb des Bornheimer Hangs befand sich von 1920 bis 1943 auf dem Areal am Ratsweg zwischen dem Bornheimer Hang, Ostpark und dem Riederwald das Alte Stadion am Riederwald der Eintracht Frankfurt. Dieses Gelände wurde bereits seit dem 16. November 1943 als Trümmerschutt-Abladefläche für zerstörte Betriebe der Hanauer Landstraße genutzt. Die Aufbereitungs- und Verwertungsanlage für Trümmerschutt wurde von der Firma Lurgi projektiert, einem Tochterunternehmen der Metallgesellschaft. Beide Unternehmen waren neben den Baufirmen Philipp Holzmann und Wayss & Freytag sowie der Stadt Frankfurt am Main an der Betreibergesellschaft beteiligt, der gemeinnützigen Trümmerverwertungsgesellschaft mbH (TVG).
Die konzertierte Aktion begründete das in Deutschland und im Ausland vielbeachtete so genannte „Frankfurter Verfahren“.

## Konzeption
Die Aufbereitungs- und Verwertungsanlage für Trümmerschutt sollte in einem möglichst kostengünstigen Verfahren, jedoch gleichzeitig mit größtmöglicher Effizienz, den während der Luftangriffe auf Frankfurt am Main im Zweiten Weltkrieg entstandenen Trümmerschutt in einer Form aufbereiten, die eine Verwertung aller anfallenden Materialien wie Steine, Mörtel, Stahl, Glas und andere Stoffe zu neuen Baustoffen ermöglichte. Neben der Aufbereitung sollte die Anlage gleichzeitig die Weiterverarbeitung der vorsortierten und aufbereiteten Materialien und eine Endfertigung neuer Baustoffe bieten.

### Technische Anlagen
Ab 1947 wurde eine zunächst provisorische Brech- und Siebanlage errichtet, die den Trümmerschutt in Zuschlagstoffe verwandelte. Diese wurde ergänzt durch eine Betonanlage, in der die Zuschlagstoffe für die Herstellung von Beton Verwendung fanden. Für eine Verwertung des Feinschutts wurde eine Sinteranlage errichtet, die der Methodik der Hüttenindustrie folgend einen von sämtlichen unerwünschten Beimischungen freien Betonzuschlagstoff herstellte, Sinterbims. Der fertige verdichtete Ziegelsplittbeton wurde direkt vor Ort für die Herstellung von Vollsteinen, Hohlblocksteinen, Wandplatten, Dachsteinen und Dachziegeln verwendet.
Schon 1950, im Jahr nach der Fertigstellung der Anlage, erreichte sie eine Vollauslastung.
Im Juli 1955 wurden 638 Menschen beschäftigt, die täglich in zwei Schichten arbeiteten. Am Ratsweg entstand der weltweit größte Aufbereitungsbetrieb dieser Art, der viele Fachbesucher aus aller Welt nach Frankfurt führte.

## Bilanz
Bis zum Herbst 1947 wurden im Provisorium bereits rund 300.000 Vollsteine und 400.000 Dachziegel hergestellt.
Von der fertiggestellten Anlage wurden ab 1949 täglich 1.500 Kubikmeter Trümmerschutt verarbeitet. Daraus entstanden täglich 850 bis 900 Kubikmeter verdichteter Beton bzw. eine durchschnittliche Jahresleistung von mehr als 200.000 Kubikmetern Ziegelsplittbeton, der von der Bauwirtschaft dank seiner Eigenschaften gern verarbeitet wurde und als Voll-, Hohlblock- und Deckensteine zur Auslieferung kam.
Schon im Zeitraum vor der Vollauslastung der neuen Anlage im Jahr 1950 wurden 30 Millionen Voll- und Hohlblocksteine für das neue Frankfurt hergestellt.
Nach der Vollauslastung betrug die Jahresleistung zunächst 20 Millionen Vollsteine und fast 1,6 Millionen Hohlblocksteine, vier Jahre später war die Jahresleistung auf 23 Millionen Vollsteine, 6,6 Millionen Hohlblocksteine und etwa 300.000 Quadratmeter Deckensteine angewachsen.
Die TVG ermöglichte durch die Produktion von Ziegelbetonbausteinen den Wiederaufbau von rund 100.000 Wohnungen und Geschäftshäusern.
Die Anlage stellte ihre Arbeit 1964 ein und wurde danach abgerissen, der 72 Meter hohe Schornstein wurde im Jahr 1965 gesprengt.

## Areal heute
Drei Jahre nach dem Abriss der Produktionsstätte fand 1968 erstmals die Frankfurter Dippemess auf dem Gelände des Trümmerbergs statt, das dadurch als Festplatz am Ratsweg bekannt wurde. Außerdem steht dort heute die Frankfurter Eissporthalle. Auf dem Areal der ehemaligen Anlage für die Trümmeraufbereitung und -verwertung befinden sich heute ein Autohaus und ein Metro-Großmarkt.

## Film
- Bilder von Trümmerbeseitigung und Wiederaufbau / Trümmerverwertungsgesellschaft / Hohlblocksteine aus Trümmerschutt, in: Sieh Dich um! Hessen baut auf, 1950, 16-mm-Film, s/w, Medienzentren Hessen